# Sajanskij (insediamento)
Sajanskij (in russo Саянский?) è un insediamento di tipo urbano della Russia asiatica, situato nel Rybinskij rajon del Territorio di Krasnojarsk.
L'insediamento si trova nella parte orientale del territorio di Krasnoyarsk.